# Sint-Silvesterkerk (Westkappel)
De Sint-Silvesterkerk (Frans: Église Saint-Sylvestre) is de parochiekerk van de gemeente Westkappel in het Franse Noorderdepartement.

## Gebouw
Het betreft een bakstenen kerk die eind 15e of begin 16e eeuw moet zijn gebouwd, gezien de jaartallen 1532, 1533 en 1534 op de vensters. Het is een driebeukige hallenkerk waarvan de binnenruimte overwelfd wordt door houten gewelven. De kerk heeft een zware westtoren.

## Interieur
De kerk werd van binnen aangekleed met meubilair uit de 17e en 18e eeuw. Er is een grafsteen van 1420 van Vrauwe Luwine van Cappel, die geschonden werd tijdens de Franse Revolutie. Ook is er een grafsteen van 1484 en er zijn grafstenen van de 16e, 17e en 18e eeuw. Er zijn nog fragmenten van 16e-eeuwse glas-in-loodramen, van de overgang van gotische naar renaissancestijl. De glazen werden geschonken door het geslacht "Van Sint-Omaars-Morbeke".
De preekstoel is van 1641 en is in renaissancestijl. Er zij barokke 18e-eeuwse zijaltaren en ook de communiebank is 18e-eeuws. De lambrisering is in rococostijl en werd aangebracht in 1757.